# Taigh Violet Rose
Taigh Violet Rose ist ein Cottage auf der schottischen Hebrideninsel Benbecula. 1985 wurde das Gebäude in die schottischen Denkmallisten in der Kategorie C aufgenommen.

## Geschichte
Das Cottage wurde im späten 19. oder im frühen 20. Jahrhundert errichtet. Es handelt sich damit um ein spätes Exemplar eines Cottages, einer traditionellen landwirtschaftlichen Behausung auf den Hebriden und in den westlichen Highlands. 2016 wurde geschätzt, dass nur etwa 200 Gebäude dieses Bautyps in Schottland erhalten geblieben sind, davon 54 auf den Äußeren Hebriden. In der ursprünglichen Eintragung von Historic Scotland ist ein strandhafergedecktes Strohdach beschrieben. Heute liegt ein reetgedecktes Dach mit strohgedecktem First vor, was auf eine zwischenzeitliche Erneuerung der Eindeckung schließen lässt.

## Beschreibung
Taigh Violet Rose steht abseits der Stichstraße, welche das Dorf Uachdar an das Straßennetz der Insel anschließt, kurz vor deren Ende am Südrand des Weilers. Es handelt sich um ein Cottage im traditionellen Stil einer Crofter-Behausung auf den Hebriden, konkret im Stil der Insel Skye. Das eingeschossige, längliche Gebäude schließt mit einem reetgedeckten Walmdach mit offenem Dachstuhl. Ein Drahtnetz fixiert die Eindeckung. Sein flaches, mächtiges, mit Kalk geweißtes Mauerwerk ist aus Feldstein aufgemauert. Die Gebäudekanten sind nicht wie üblich gerundet ausgeführt. In die westexponierte, rückwärtige Fassade ist ein einzelnes Fenster eingelassen. Vor beiden Walmen ragen traufständige Kamine auf.